# Bacilli
Las Bacilli son una clase de Bacillota que incluye bacterias Gram positivas, tales como las de los géneros Listeria, Bacillus, Staphylococcus y Streptococcus.
Las Bacilli se distinguen de las Clostridia por su respiración aeróbica. Sus relaciones son aún un tanto desconocidas, y parecen ser parafiléticas, dando origen a Mollicutes y posiblemente a otros grupos. Pueden formar realmente dos grupos separados, formas como Bacillus que producen endosporas y formas que no las producen, incluidos los Lactobacillales.
Los términos latinos bacillus y bacilli, también han sido usados en morfología bacteriana como sinónimos de bacilo en su forma singular y plural respectivamente, por lo que hay una ambigüedad a tomar en cuenta con el género Bacillus y la clase Bacilli.